# 245
Năm 245 là một năm trong lịch Julius. 

## Mất

### Không rõ ngày tháng
- Ngô hoàng hậu, kế thất nhưng là hoàng hậu đầu tiên của Chiêu Liệt Đế Lưu Bị và đồng thời là Hoàng thái hậu duy nhất của nhà Thục Hán.
- Lục Tốn, tướng lĩnh quân sự nhà Đông Ngô. (sinh 183)
- Ngô Xán, tướng lĩnh nhà Đông Ngô.